# Camada de acesso a dados
Uma camada de acesso a dados, do inglês data access layer (DAL), em software de computador é uma camada de um programa de computador que fornece acesso simplificado a dados armazenados em armazenamento persistente de algum tipo, como um banco de dados relacional de entidade. Este acrônimo é usado principalmente em ambientes Microsoft.
Por exemplo, a DAL pode retornar uma referência a um objeto (em termos de programação orientada a objetos) completo com seus atributos em vez de uma linha de campos de uma tabela de banco de dados. Isso permite que os módulos do cliente (ou usuário) sejam criados com um nível mais alto de abstração. Esse tipo de modelo pode ser implementado criando uma classe de métodos de acesso a dados que fazem referência direta a um conjunto correspondente de procedimentos armazenados de banco de dados. Outra implementação poderia potencialmente recuperar ou gravar registros de ou para um sistema de arquivos. A DAL oculta essa complexidade do armazenamento de dados subjacente do mundo externo.
Por exemplo, em vez de usar comandos como insert, delete e update para acessar uma tabela específica em um banco de dados, uma classe e alguns procedimentos armazenados poderiam ser criados no banco de dados. Os procedimentos seriam chamados de um método dentro da classe, que retornaria um objeto contendo os valores solicitados. Ou, os comandos de inserção, exclusão e atualização podem ser executados em funções simples como registeruser ou loginuser armazenados na camada de acesso a dados.
Além disso, os métodos de lógica de negócios de um aplicativo podem ser mapeados para a camada de acesso a dados. Assim, por exemplo, em vez de fazer uma consulta em um banco de dados para buscar todos os usuários de várias tabelas, o aplicativo pode chamar um único método de uma DAL que abstrai essas chamadas de banco de dados.
Os aplicativos que usam uma camada de acesso a dados podem ser dependentes ou independentes do servidor de banco de dados. Se a camada de acesso a dados suportar vários tipos de banco de dados, o aplicativo poderá usar quaisquer bancos de dados com os quais o DAL possa se comunicar. Em qualquer circunstância, ter uma camada de acesso a dados fornece um local centralizado para todas as chamadas no banco de dados e, portanto, torna mais fácil portar o aplicativo para outros sistemas de banco de dados (assumindo que 100% da interação do banco de dados é feita no DAL para um determinado aplicativo).
As ferramentas de Mapeamento Objeto-Relacional fornecem camadas de dados desta maneira, seguindo os padrões Active Record ou Data Mapper. O modelo ORM/registro ativo é popular com estruturas da web.